# Обратно на земята
„Обратно на земята“ (на английски: Down to Earth) е американско фентъзи от 2001 година на режисьорите Крис и Пол Вайц, по сценарий на Крис Рок, Ланс Краутер, Али Лерой и Луи Си Кей. Това е третият филм, базиран на пиесата „Раят може да почака“ на Хари Сегал, предшестван от „Идва господин Джордан“ (1941) и „Раят може да почака“ (1978). Във филма участват Крис Рок, Реджина Кинг, Марк Ади, Юджийн Леви, Франки Фейсън, Грег Гърман, Дженифър Кулидж и Чаз Палминтери.
Филмът е пуснат на 16 февруари 2001 г., и спечели 71 милиона долара при бюджета от 30 милиона.

## Актьорски състав
| Актьор          | Роля                |
| --------------- | ------------------- |
| Крис Рок        | Ланс Бартън         |
| Реджина Кинг    | Сонти Дженкинс      |
| Марк Ади        | Киско               |
| Юджийн Леви     | Кейс                |
| Франки Фейсън   | Уитни Даниелс       |
| Грег Гърман     | Уинстън Склар       |
| Дженифър Кулидж | Госпожа Уелингтън   |
| Чаз Палминтери  | Кинг                |
| Уанда Сайкс     | Уанда               |
| Джон Чу         | Пол Куайн           |
| Марио Джойнър   | Аполо Ем Си         |
| Арнолд Пинок    | Джо Гай             |
| Браян Роудс     | Чарлс Уелингтън III |

## В България
В България филмът е издаден на VHS през 2001 г., разпространен от Александра Видео.